# سانتياغو أكوستا
سانتياغو أكوستا (بالإسبانية: Santiago Acosta) مواليد 6 يوليو 1979 في لابلاتا، بوينس آيرس، هو ملاكم محترف أرجنتيني يصنف ضمن فئة وزن الذبابة.

## المسيرة الاحترافية
من نزالاته:
- خسر أمام عمر أندريس نارفايس (24-02-2010).

## إحصائيات
خاض خلال مسيرته 28 نزالا، فاز في 17 وتعادل في 2 وخسر في 9. فاز بالضربة القاضية في 7 نزالات.

## روابط خارجية
- سانتياغو أكوستا على موقع بوكس ريك (الإنجليزية) (registration required)